# Nash 870

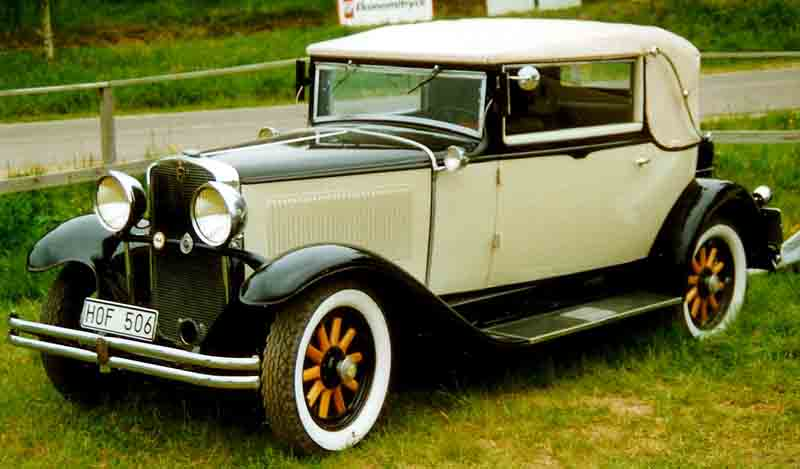
Nash 870 Cabriolet Modell 871 (1931)

Der Nash 870 (sprich: Eight-Seventy) war eine Baureihe von Achtzylinder-PKWs der Nash Motors Company in Kenosha. Sie ersetzte zusammen mit seinem schwächer motorisierten Schwestermodell 660 das Sechszylindermodell Single Six und wurde nur im Modelljahr 1931 gefertigt. Im Folgejahr wurde die Baureihe in Nash 970 (sprich: Nine-Seventy) umbenannt.
Den 870 hatte ein Fahrgestell mit 2.953 mm Radstand. Sein seitengesteuerter Achtzylinder-Reihenmotor mit 3.723 cm³ Hubraum (Bohrung × Hub = 73 mm × 111,1 mm) leistete 78 bhp (57,4 kW) bei 3.300/min. Die Antriebs- und Bremsenkomponenten (Einscheiben-Trockenkupplung, 3-Gang-Getriebe mit Mittelschaltung, Hinterradantrieb, mechanische Bremsen an allen vier Rädern) stammten vom Vorjahresmodell. Es gab eine zwei verschiedene 4-türige Limousinen, ein 2-türiges Cabriolet und zwei verschiedene 2-türige Coupés.
Das 1932er-Modell wurde am 1. Juni 1931 eingeführt, zeigte sich ohne große Änderungen und wurde 970 getauft. Wie bei den größeren Modellen 990 und 980 bekam der Kühlergrill eine leichte V-Form und die Hauptscheinwerfer eine länglichere (Raketen-)Form. Anstatt der zwei übereinander liegenden vorderen Stoßfängerteile gab es einen einteiligen Stoßfänger.
Bereits am 1. März 1932 ersetzte der Standard Eight Modell 1070 diese Modellreihe.